# Đỗ Anh (nghệ sĩ)
Đỗ Anh, (tiếng Anh: Anh Do, còn gọi là Ahn Do hoặc Anh Doh, sinh ngày 2 tháng 6 năm 1977) là tác gia, diễn viên, và nghệ sĩ hài người Úc gốc Việt. Đỗ Anh xuất hiện trên nhiều chương trình truyền hình Úc như Thank God You’re Here (phát sóng tại Việt Nam với tên Ơn giời cậu đây rồi!) và Good News Week, Đỗ Anh cũng là người về nhì trong cuộc tranh tài Dancing With The Stars (Bước nhảy hoàn vũ) năm 2007. Đỗ Anh học hai môn phối hợp Luật và Kinh doanh tại Đại học Kỹ thuật, Sydney. Đỗ Anh nhận một vài vai diễn cho những phim điện ảnh do em trai ông, Khoa Do, đạo diễn phim Footy Legends mà ông cùng viết kịch bản và là nhà sản xuất.

## Thiếu thời
Năm 1969, Đỗ Anh cùng gia đình rời Việt Nam bằng thuyền, cuối cùng đến định cư tại Úc. Trong cuốn tự truyện xuất bản năm 2010, The Happiest Refugee, Đỗ Anh kể lại rằng gia đình ông sống sót sau năm ngày lênh đênh trên chiếc thuyền đánh cá dài chín mét rưỡi ngang hai mét, nhồi nhét bốn mươi người. Đến ngày thứ hai, một cơn bão ập đến cuốn trôi gần hết thức ăn và nước uống, rồi bị cướp biển tấn công hai lần. Lần đầu chúng cướp một trong hai máy tàu, rồi một bọn cướp khác đến, lần này chúng lấy luôn chiếc máy còn lại. Song, một cướp biển trẻ tuổi ném lại một thùng nước ngọt, nhờ đó mà họ sống sót cho đến khi một tàu hàng của Đức đến cứu họ.
Cậu bé Đỗ Anh lớn lên với những câu chuyện về trải nghiệm này của gia đình. Về sau ông nói rằng chúng đã có ảnh hưởng sâu đậm đến việc định hướng cho cuộc đời mình.
Sau vài tháng sống trong một trại tị nạn tại Malaysia, Đỗ Anh và gia đình đến định cư ở Sydney, Úc.
Đỗ Anh theo học chương trình trung học tại trường St Aloysius’ College ở Milsons Point.. Đến năm 1999, anh tốt nghiệp Cử nhân Luật và Kinh doanh tại Đại học Kỹ thuật, Sydney.
Cha của Đỗ Anh (Đỗ Thành Tâm - Tâm Đỗ) rời Úc để về Việt Nam kinh doanh - đây cũng là lý do Bố Mẹ Cậu ly hôn và ông sống với mẹ tại Sydney. Cậu thiếu niên 14 tuổi Đỗ Anh khởi nghiệp kinh doanh bằng cách nuôi cá nhiệt đới, rồi khi đang học năm thứ nhất trường Luật tại Đại học Kỹ thuật, Sydney, lợi dụng cơn sốt ăn theo phim Dances with Wolves (Khiêu vũ với bầy sói), Đỗ Anh mở một sạp trong chợ bán hàng thủ công mỹ nghệ của người da đỏ, về sau cậu phát triển thành một chuỗi bốn cửa hàng nhượng quyền.

## Sự nghiệp
Sáu tháng trước khi hoàn tất chương trình học kéo dài năm năm, Đỗ Anh từ chối lời mời làm việc cho một công ty luật và bắt đầu đi diễn tấu hài vì tin rằng với công việc này cậu có thể kiếm tiền nhiều hơn và nhanh hơn. Đỗ Anh nhận diễn bất cứ nơi nào có lời mời, kể cả quảng cáo cho rau quả ở các trung tâm mua sắm, và tổ chức những trận đấu quyền anh, cho đến khi dành dụm đủ số tiền $40 000 để ký quỹ mua một ngôi nhà tặng mẹ.
Đỗ Anh được xem là một trong số những nghệ sĩ tấu hài được săn đón nhiều nhất ở Úc, sau khi anh bỏ túi nhiều giải thưởng, kể cả giải Danh hài trong năm của Sydney. Anh cũng xuất hiện trên tất cả chương trình truyền hình có nội dung hài như Thank God You’re Here và Rove Live. Nội dung trong sáng và tính cách thân thiện trên sân khấu giúp Đỗ Anh trở nên danh hài được nhân viên các công ty yêu thích nhất, có thể tìm thấy người hâm mộ của anh ở các tập đoàn như Ngân hàng Commonwealth, IBM, và Hallmark Cards.
Mặc dù là nghệ sĩ hài thành đạt, Đỗ Anh thú nhận rằng ông là"người ít hài hước nhất trong nhà". Đối với tất cả thành viên trong gia đình Đỗ Anh,"hài hước là phương pháp trị liệu được sử dụng để đối phó với những trải nghiệm kinh hoàng của họ trong những ngày lênh đênh trên biển".
Mặc dù khiêu vũ dở tệ, Đỗ Anh đã tiến sâu vào vòng chung kết cuộc thi Dancing with the Stars, chỉ nhờ lượng phiếu bầu khổng lồ từ khán giả.

### Điện ảnh
Đỗ Anh là diễn viên, nhà sản xuất, và tác giả kịch bản. Phim Footy Legend ra mắt khán giả trong năm 2006 với sự góp mặt của các diễn viên Claudia Karvan, Matthew Johns, và Đỗ Anh. Trước đó, năm 2003, Đỗ Anh đồng sản xuất phim The Finished People được Margaret Pomeranz nhìn nhận là"một trong những phim hay nhất trong năm ở Úc".

### Anh Does...
Anh Does... là chương trình truyền hình giới thiệu đất nước, con người, và lối sống tại nhiều quốc gia do Đỗ Anh trình bày, được phát sóng trên kênh Seven Network của Úc, và được phát lại trên những kênh truyền hình khác như Discovery HD. Năm 2012 ra mắt Anh Does Vietnam (gồm 2 tập).

### Hội họa
Từ năm 2013, Đỗ Anh dành trọn thời gian cho hội họa. Với bức chân dung vẽ thân phụ, năm 2014 ông vào chung kết cuộc thi vẽ chân dung danh giá nhất ở Úc, Giải Archibald.

### Soch
Cuốn sách tự truyện The Happiest Refugee (Người Tị Nạn Hạnh Phúc Nhất) được thưởng ba giải ở Giải thưởng Ngành Công nghiệp làm Sách Úc năm 2011, gồm Sách của Năm (Book of the Year), giải cho tài năng mới (Best Newcomer) và sách tiểu sử hay nhất (Joint winner, chung cùng với nhạc sĩ Paul Kelly) và giải Sách của Năm của Hội sách độc lập (Independent Booksellers Book of the Year).

## Giải thưởng
- 2011 Independent Booksellers Book of the Year cho tự truyện The Happiest Refugee[11]
- 2011 Joint winner (with musician Paul Kelly) of the Biography of the Year[13]
- 2011 Best Newcomer
- 2011 Book of the Year

## Diễn xuất
- Double the Fist (2008) vai Krakbot
- Kick (2007) vai Hoa Tran
- Footy Legends (2006) vai Luc Vu
- Solo (2006) vai Nguyen
- Pizza vai Chong Fat (2005–2007)
- Blue Water High – (Episode: It's Hard to Be Normal) (2005) vai Robbo
- Little Fish (2005) vai Tran
- The Finished People (2003) vai công nhân hãng xưởng
- All Saints (2003) (Episode: The Devil to Pay) vai Tim Salter
- Don't Blame Me (2002) vai Vinn

## Chương trình nổi bật.
- Anh Does Austro-Hungarian (2015) - Áo, Hungary
- Anh Does Venezuela (2015) - Venezuela
- Anh Does Russia (2015) - Nga
- Anh Does Brazil (2014) - Brazil
- Anh Does Iceland (2014) - Iceland [14]
- Anh Does Scandinavia (2014) - Đan Mạch, Thụy Điển, Iceland, Na Uy[15][16]
- Anh Does Britain (2013) - Anh, Ireland [17]
- Anh Does Vietnam (2012) - Việt Nam [18]

## Các chương trình khác
- Talking Heads (2010, Series 6 Episode 33) Guest
- Top Gear Australia (2009) as Guest
- The Squiz (2009) as Host
- Made In China (2008) as Host
- Short and Curly as Host
- Deal or No Deal Special (2007) as Contestant (Won maximum prize of $200,000)
- Dancing with the Stars (2007) as Contestant
- Thank God You're Here (2006 & 2007) as Contestant
- The NRL Footy Show, comedian
- Matty Johns Show as Himself in segment Anh Can Do
- Pictures of You, as Guest